# Guigues VIII. z Viennois
Guigo VIII. nebo Guigues VIII. (1309 – 28. července 1333, Saint-Julien-de-Raz) byl dauphin z Viennois, hrabě z la Tour du Pin a z Albonu. Byl synem dauphina Jana II. z Viennois a Beatrix Uherské, dcery titulárního uherského krále Karla I. Martela a Klemencie Habsburské. Po otcově smrti (5. března 1319) se jeho poručníkem stal otcův bratr, metský biskup Jindřich z Viennois. Roku 1323 se Guigo oženil s Isabelou, dcerou francouzského krále Filipa V. Dlouhého. Jejich manželství bylo bezdětné.

## Konflikt se savojskými hrabaty
7. srpna 1325 se mladý Guigues utkal v Saint-Jean-le-Vieux s hrabětem Eduardem Savojským. Dauphinovo vojsko zvítězilo, dobylo hrad Varey u Saint-Jean-le-Vieux a zajalo Eduardovy spojence Roberta Burgundského, hraběte z Tonnerre, auxerrského hraběte Jana II. ze Châlon-Arlay a Guicharda VI. z Beaujeu. Soudobé kroniky uvádějí, že v této bitvě zahynulo přibližně 2 000 vojáků.

## Bitva u Casselu
23. srpna 1328 se odehrála bitva u Casselu ležícího asi 30 km jižně od Dunkerku. Viennský dauphin v ní bojoval po boku francouzského krále Filipa VI. proti vlámským sedlákům, které vedl Nicolaas Zannekin. Guigues velel 7. sboru francouzské jízdy, složenému z dvanácti praporů. Francouzské vojsko rozdrtilo vlámské kopijníky. Guigues byl později Filipem VI. oceněn za odvahu v tomto boji.

## Poslední bitva a smrt roku 1333
28. července 1333 se podruhé střetl v bitvě u hradu La Perrière v Sain-Julien-de-Ratz (dnes součást La Sure en Chartreus v dep. Isère) se savojským hrabětem – tentokrát s Aymonem, bratrem Eduarda, který zemřel v roce 1329. Byl smrtelně zraněn střelou ze kuše a za několik dní poté zemřel. Spolu s ním bojoval jeho bratr Humbert II.
O jeho smrti píše v VII. kapitole svého životopisu Vita Caroli Karel IV., který s ním byl vzdáleně příbuzný. V noci na svátek Nanebevzetí Panny Marie 15. srpna 1333 se mu zdál sen, ve kterém anděl ohnivým mečem dauphina smrtelně ztrestal za hříchy smilstva. Tehdy mladý princ Karel snu věřil a rozmlouval otci Janu Lucemburskému zamýšlenou vojenskou pomoc dauphinovi, protože ten zemřel. Otec se mu vysmál, že nemá věřit snům. Po několika dnech přinesl poslel zprávu o smrti dauphina a že měl po zranění čas se vyzpovídat, jak ve snu Karlovi anděl slíbil. Tato událost budoucího krále a císaře silně ovlivnila.